# Adriana Batista de Castro
Adriana Batista de Castro ou Adriana Lúcia Batista de Castro é espeleóloga, integrante da Direção da UDV no Núcleo Estrela da Manhã (Camaçari-BA) e é Coordenadora Regional da Associação Novo Encanto de Desenvolvimento Ecológico, além de atuar na Gestão de uma área protegida (APA) e na Secretaria Executiva de um Subcomitê da Reserva da Biosfera da Mata Atlântica, ambas no Litoral Norte da Bahia.

## Prêmios
- Prêmio "Muriqui" - Pessoa Física[3] (2019) - entregue em 7 de novembro.[4]